# Castello Santapau
Il castello Santapau (chiamato anche castello di Licodia) si trova nel territorio comunale di Licodia Eubea, nella città metropolitana di Catania. Fondato in epoca medievale, non rimangono che alcuni ruderi, a seguito del terremoto del 1693. I ruderi del castello dominano dall'alto il centro urbano del comune di Licodia Eubea.

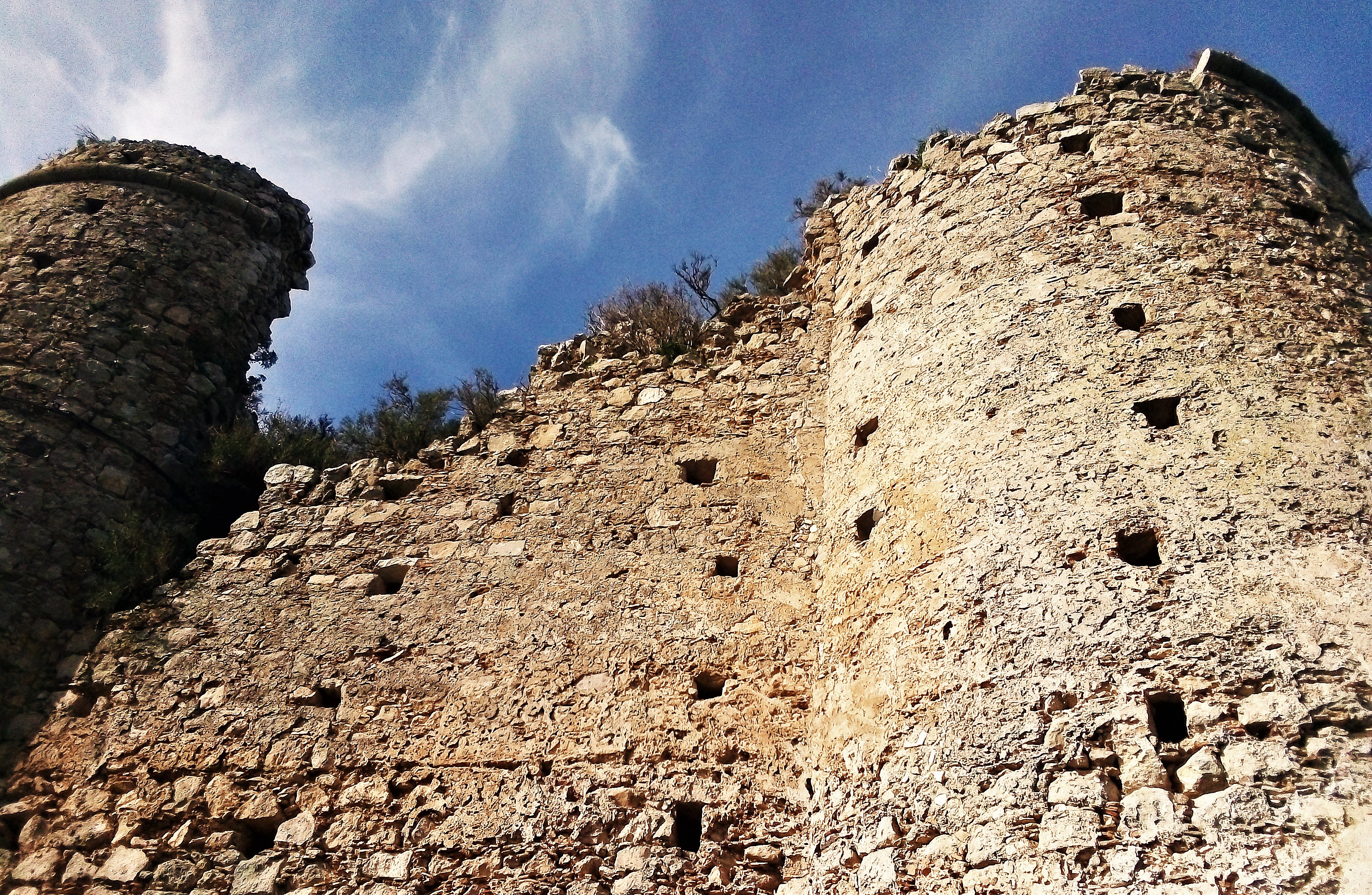
Due dei torrioni del castello.

## Ubicazione
Il castello fu costruito sull'omonimo colle (Colle Castello) a poca distanza dal centro abitato di Licodia Eubea.
La posizione permetteva il controllo di una vasta area territoriale, consentendo l'avvistamento dei nemici e il pronto intervento offensivo. Il castello era però soprattutto una roccaforte difensiva, difficilmente attaccabile dal basso, provvisto di poderose mura di cinta e torrioni d'avvistamento.
Dal castello è possibile accedere all'antico Acquedotto di Licodia Eubea.

## Storia

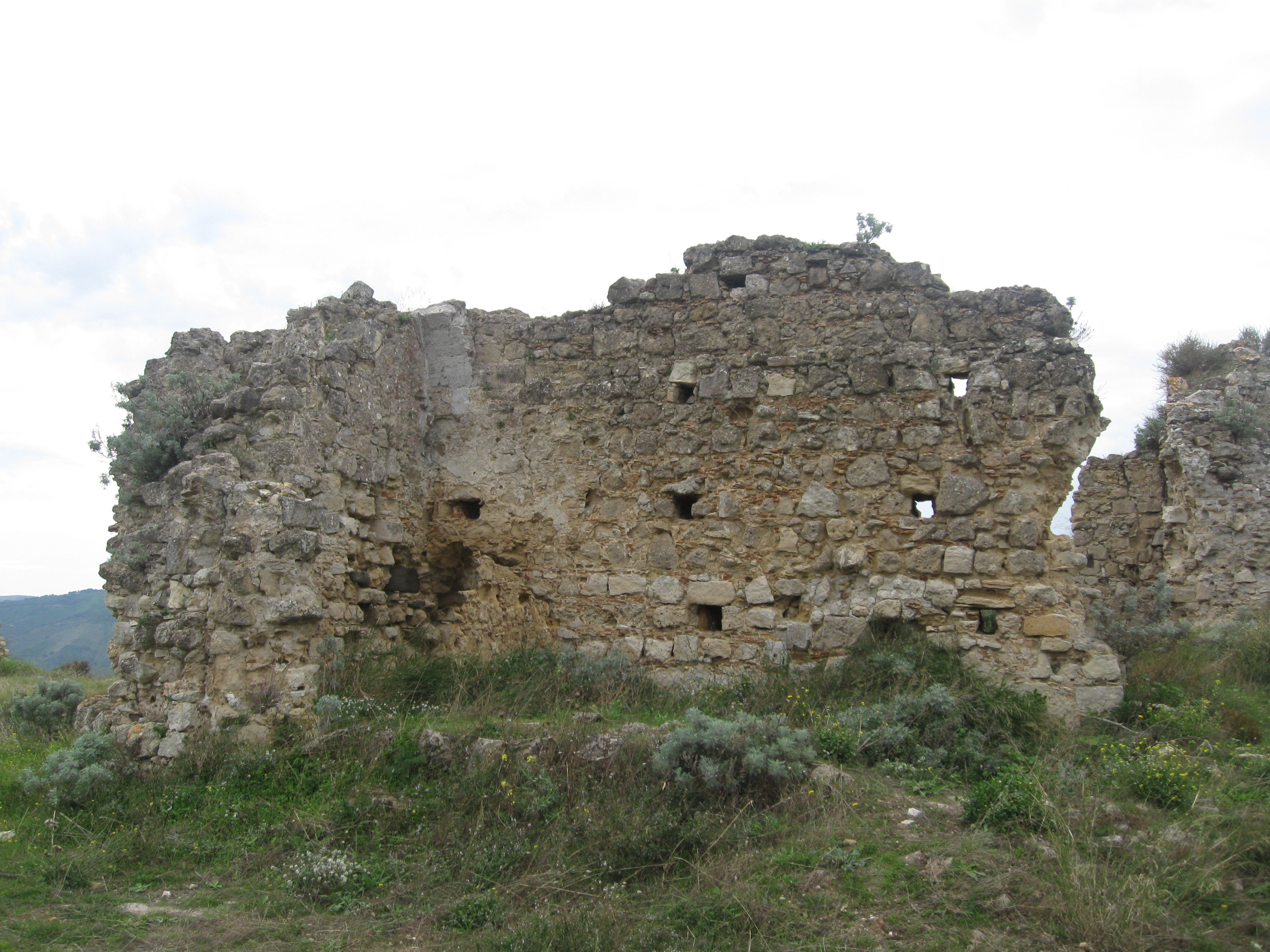
Alcune mura del castello.

Il nome del castello compare per la prima volta nei documenti ufficiali dello Statuto Angioino nel 1274, ma è probabile che il colle venne fortificato già in epoca bizantina, come testimoniato dalle mura di cinta e dalla galleria scavata sotto l'edificio, costruite con mezzi e tecniche tipiche del tardo impero romano.
Il primo complesso, di epoca bizantina, venne probabilmente distrutto dagli arabi, e successivamente ricostruito dagli angioini, all'epoca di Carlo I d'Angiò, sotto la cui dominazione il luogo assunse il nome di Castrum Licodiæ.
Il castello fu di proprietà di diversi nobili, che si alternarono nei secoli dando lustro e prestigio al castello e al feudo. Tra le famiglie più importanti i Santapau, che diedero il nome al castello, e i Ruffo di Calabria, imparentati ai primi. Ai Ruffo appartenne il castello fino al 1812, quando fu abolito il feudalesimo.
L'edificio venne quasi del tutto raso al suolo dal terribile terremoto del 1693, che lasciò in piedi solo alcune torri, qualche muro interno e delle gallerie sotterranee.

## ISignori
Tra i Signori che abitarono il castello si ricordano:
- Bertrando Artus, nel 1270 circa, sotto la dominazione angioina;
- Patrimonio regio dal 1282 al 1299;
- Ugolino Callari (o di Callaro), investito conte di Licodia da re Federico III d'Aragona nel 1299. Re Carlo II d'Angiò gli confermò il possesso di Licodia, con diploma del 28.12.1299;[1]
- Filangeri;
- Ughetto Santapau, nel 1393;
- Vincenzo Ruffo di Calabria, marchese, nel 1610.

## Il Castello dopo il terremoto
Ciò che rimane del Castello Santapau, dopo il terremoto del 1693, è davvero molto poco rispetto a quello che doveva essere il complesso originario, ma i ruderi lasciano comunque presumere al visitatore quanto maestosa dovesse essere questa fortificazione. Oltre alla torre, infatti, rimangono della fortezza alcune possenti mura perimetrali e inesplorati sotterranei, prima saloni e camere varie.
Il castello è di proprietà comunale,  lo si può raggiungere percorrendo la SS 417 Catania-Gela  passando da Grammichele e percorrendo la SS 683 uscendo poi sulla SS 194 Ragusa-Catania. Percorrendo quest' ultima strada, svoltare in direzione di Licodia Eubea. È pubblicamente fruibile.